# شورش شیرخان افغان
شورش شیرخان افغان در خلال سال ۱۰۴۰ه‍. ق.، در ایالت قندهار که بیگلربیگی آن علیمردان خان زیک فرزند گنجعلی خان، سردار معروف شاه عباس بود، رخ داد. کانون اصلی شورش، ناحیه فوشنج بود که گروهی از افغان‌ها موسوم به کاکری در آن مسکن داشتند و حکمرانی آن در دست شیرخان افغان بود. جایگاه اصلی افغان‌های شیرخانی در تَرین بود و گاهی نام شیرخان را با پسوند ترینی آورده‌اند. فوشنج شهرکی از توابع قندهار به‌شمار می‌آمد و گاهی آن را به صورت فوشنج قندهار می‌نامیدند که با فوشنج هرات اشتباه نشود. قندهار در سده‌های دهم و یازدهم هجری قمری (شانزده و هفده میلادی)، در ملاحظات دفاعی و تجاری هند و ایران موقعیت بسیار مهمی داشته‌است. افزون بر زمینهای بارور و منابع آب فراوان، نیرویی نسبتاً کوچک، با فرماندهی توانا می‌توانست شهر را برای مدتی طولانی در مقابل مهاجمان نگهداری کند. دژی ستبر در آن شهر وجود داشت که در هنگام پایداری، هم طبیعت و هم عوامل انسانی آن را نفوذناپذیر جلوه می‌داد. نگهداری قندهار، برای امنیت کابل و کل خراسان اهمیت داشت. این شهر به صورت اجتناب ناپذیر، باعث کشمکش بین گورکانیان هند و صفویان ایران بوده‌است. همچنین قندهار از نظر بازرگانی یک مرز بسیار مهم محسوب می‌شد که بر سر راه بازرگانان عرب، هندی و یهودی بود. انواع ادویه، شکر، عاج، جواهر از این شهر به جاهای دیگر می‌رفت و قالی، پوست، چهارپایان و میوه از این مکان به هند صادر می‌گشت. صفویان از طریق حکمرانان خود در قندهار، عوارض گمرگی به عنوان حق عبور از کالاها دریافت می‌نمودند. هردو امپراطوری گورکانی و صفوی، به این شهر برای دفاع در مقابل ازبکان احتیاج داشتند. میرزا علی نقی نصیری در اهمیت نظامی قندهار می‌گوید: حد ولایت متعلقه به قزلباش و فی‌مابین ولایات قزلباش و هندوستان واقع و قلعه آن در کمال متانت و استحکام است، که به حصانت آن قلعه در مملکت ایران نمی‌باشد و گرفتن آن به جنگ و جدال در کمال دشواری است و پادشاهان همیشه بدون جدال تسخیر آن قلعه نموده‌اند. شیرخان فرزند حسن خان بن عبدالقادر افغان ترینی بود که پدرش در زمان شاه طهماسب تابع و خراجگذار سلطان حسین حاکم قندهار بود. هنگامی‌که قندهار در سال۱۰۰۳ ه. ق به تصرف گورکانیان درآمد، حسن خان نتوانست در جایگاه خود اقامت کند و در سال(۱۰۱۱ ه. ق) با بستگان خود به خراسان آمد و در زمره ملازمان شاه عباس اول قرار گرفت و در ولایت فراه استقرار یافت. شیر خان پس از درگذشت پدر به خدمت شاه عباس رسید و پس از فتح قندهار به دست شاه عباس ( سال ۱۰۳۱ ه. ق) الکای فوشنج که جایگاه پدرانش بود به وی داده شد و در آن ولایت تمکن و استقلال یافت. در ذکر دلیل پیوستن پدر شیرخان به صفویه این است که وی تابع اکبر پادشاه مغولی هند بود. اما با حاکم مغولی قندهار نزاع داشت در نتیجه بیعت خود را به شاه عباس اول برگرداند. بعد از فوت گنجعلی خان که پسرش علیمردان خان جانشین او شد (سال ۱۰۳۵ ه. ق)، شیر خان از روی غرور و مقام خواهی و با اعتماد به عنایات گوناگونی که شاه عباس به وی می‌کرد، خودرایی و زیاده روی پیش گرفت و از طریق سلوک خارج شد. در پی آن شیر خان شروع کرد به تجاوز، غارت و باج گرفتن از کاروانهای تجاری هندوستان که از ناحیه قندهار و اطراف آن عبور می‌کردند. تجار از بدسلوکی و زیاده خواهیهای او ناراضی بودند. او همچنین به آزار و اذیت سایر افغانانی که مطیع دولت صفوی و تابع بیگلربیگی قندهار بودند، به ویژه طایفه ابدالی که خودشان امیر جداگانه داشتند، پرداخت و با همه تذکرهای حاکم قندهار، او از کار خود دست برنمی‌داشت و به همین دلیل بین او و علیمردان خان کدورت پدید آمد. علیمردان خان از ترس آنکه مبادا درگیری با شیر خان مورد رضایت شاه عباس نباشد (چراکه شاه پیشتر عنایت و توجه خاصی به شیر خان داشت)، حرکات ناشایسته او را نادیده می‌گرفت و هرکدام علیه دیگری، گزارش‌هایی به شاه رسانیده و از رفتار یکدیگر شکایت می‌کردند. شیر خان در سال ۱۰۳۸ه. ق در آخرین ایام عمر شاه عباس بدون اجازه بیگلربیگی قندهار به حضور شاه عباس شتافت و از علیمردان خان شکایت کرد. شاه عباس در این دیدار، او را بسیار مورد لطف خود قرار داد و بیش از حد معمول به او نوازش و احسان و انعام گوناگون کرد و همراه با خلعت فاخر اجازه بازگشت داد. همچنین دربارهٔ او فرمان عطوفت آمیزی برای علیمردان خان فرستاد. سپس او را نصیحت کرد که از خودرایی دست بردارد و با بیگلربیگی قندهار، و کاروانهای تجاری و مردم سرحد، حسن سلوک داشته باشد و از تجاوز و تعدی به آنان خودداری کند. هنگام بازگشت او، شاه عباس یکی از ملازمان درگاه خود را که مردی زبان‌دان و کارآزموده بود همراه او فرستاد که به قندهار رفته و شیر خان را با علیمردان خان آشتی دهد. این فرستاده پس از انجام مأموریت خود بازگشت و در همان سال شاه عباس اول در گذشت. مهربانی و الطاف شاه عباس نسبت به شیر خان روح سرکش و فزونخواه او را آرام نکرد. او که به دنبال فرصت می‌گشت، پس از مرگ شاه عباس، مجدداً رویه گذشته خود را پیش گرفت و بدسلوکی او بیشتر شد. در سال(۱۰۴۰ ه. ق) او از سر بلندپروازی و قدرت طلبی تصمیم گرفت به قلمرو پادشاه مغولی هند تجاوز کند. علیمردان خان که از نقشه او آگاه شد، اعلام کرد که بین پادشاه ایران و پادشاه هند طریقه دوستی و مسالمت برقرار است واین اقدام موجب تیرگی روابط و دشمنی خواهد شد. ازاین‌رو او را از این تصمیم منع کرد. کاروانهای هندی از دست شیرخان به علیمردان خان شکایت‌های زیادی نوشتند و علیمردان خان از ترس آنکه مبادا به واسطه عدم برخورد با شیر خان، مورد اعتراض شاه صفی قرار گیرد، با لشکر قزلباش به عزم گوشمالی شیر خان به سمت فوشنج حرکت نمود. شیر خان نیز با نیروهای فوشنج به قصد مقابله با علیمردان خان رهسپار گردید. شیر خان با کمال دلیری به نیروهای قزلباش یورش آورد لیکن نتیجه ای از پیکار خود نگرفت و تاب مقاومت در برابر نیروهای علیمردان خان نیافت و شکست خورد. شیر خان پس از شکست و تلف شدن بسیاری از نیروهای افغانی اش، به جانب حاکم مولتان فرار نمود و اظهار دولتخواهی پادشاه مغولی هندوستان را کرد. اماهنگامی که از جانب پادشاه گورکانی هندوستان حمایتی به او نرسید، مأیوس شد و تصمیم گرفت، شخصاً دست به یک عملیات نظامی بزند. ازاین‌رو توانست با وعده و فریب، گروه زیادی از افغانان را گرد آورد و در محلی در حوالی فوشنج موضع گرفت. علیمردان خان ناگزیر در رأس یک نیروی ده هزار نفری از قندهار بیرون آمده عزیمت فوشنج کرد. چون از نقطه ای به نام کوتل پنجمردک عبور نمود، شیر خان از آمدن نیروهای حریف آگاه شد و افغانان همراه او نیز ترسیده از گرد وی پراکنده شدند. در نتیجه شیر خان که یارای جنگیدن در خود ندید، با تعداد اندکی از مردان خود از جماعت ترینی، فرار کرد و به طرف هزاره جات مابین بلخ و کابل رفت و در آنجا بی‌سر و سامان به سر برد. کوشش‌های شیر خان برای نجات آنان به جایی نرسید و او به سوی هند روی آورده به خدمت گورکانیان درآمد(۱۰۴۱ ه. ق). شاه صفی نامه‌ای برای او فرستاد به این مضمون که وی را عامل مخفی خود در هند نماید. محتوای نامه چنان‌که انتظار می‌رفت به نظر شاه جهان رسید و او بی‌درنگ شیر خان را از جمله اطرافیان خود حذف و از منصبش عزل کرد. اندکی بعد شیر خان با قلبی شکسته درگذشت.

## پی‌نوشت
1. ↑  ثواقب، «نگرشی بر شورش شیرخان افغان در عصر شاه صفی»، نشریه زبان و ادبیات دانشکده ادبیات و علوم انسانی (دانشگاه اصفهان)، ۹۱.
2. ↑  ثواقب، «نگرشی بر شورش شیرخان افغان در عصر شاه صفی»، نشریه زبان و ادبیات دانشکده ادبیات و علوم انسانی (دانشگاه اصفهان)، ۹۲.
3. ↑  ثواقب، «نگرشی بر شورش شیرخان افغان در عصر شاه صفی»، نشریه زبان و ادبیات دانشکده ادبیات و علوم انسانی (دانشگاه اصفهان)، ۹۳.
4. ↑  محمد ابراهیم بن زین العابدین، دستور شهریاران، ۷۱.
5. ↑  ثواقب، «نگرشی بر شورش شیرخان افغان در عصر شاه صفی»، نشریه زبان و ادبیات دانشکده ادبیات و علوم انسانی (دانشگاه اصفهان)، ۹۵.
6. ↑  ثواقب، «نگرشی بر شورش شیرخان افغان در عصر شاه صفی»، نشریه زبان و ادبیات دانشکده ادبیات و علوم انسانی (دانشگاه اصفهان)، ۹۶.
7. ↑  ثواقب، «نگرشی بر شورش شیرخان افغان در عصر شاه صفی»، نشریه زبان و ادبیات دانشکده ادبیات و علوم انسانی (دانشگاه اصفهان)، ۹۷.
8. ↑  ثواقب، «نگرشی بر شورش شیرخان افغان در عصر شاه صفی»، نشریه زبان و ادبیات دانشکده ادبیات و علوم انسانی (دانشگاه اصفهان)، ۹۷.
9. ↑  ثواقب، «نگرشی بر شورش شیرخان افغان در عصر شاه صفی»، نشریه زبان و ادبیات دانشکده ادبیات و علوم انسانی (دانشگاه اصفهان)، ۹۹.
10. ↑  ثواقب، «نگرشی بر شورش شیرخان افغان در عصر شاه صفی»، نشریه زبان و ادبیات دانشکده ادبیات و علوم انسانی (دانشگاه اصفهان)، ۹۹.